# Agrostis bogatensis
Agrostis bogatensis é uma espécie de gramínea do gênero Agrostis, pertencente à família Poaceae.